# Psychotria conephoroides
Psychotria conephoroides är en måreväxtart som först beskrevs av Henry Hurd Rusby, och fick sitt nu gällande namn av Charlotte M. Taylor. Psychotria conephoroides ingår i släktet Psychotria och familjen måreväxter. Inga underarter finns listade i Catalogue of Life.